# Jacob van der Ende
Jacob ("Sjaak") van der Ende (4 augustus 1918 - Waalsdorpervlakte, 13 maart 1941) was een Nederlandse verzetsstrijder tijdens de Tweede Wereldoorlog.

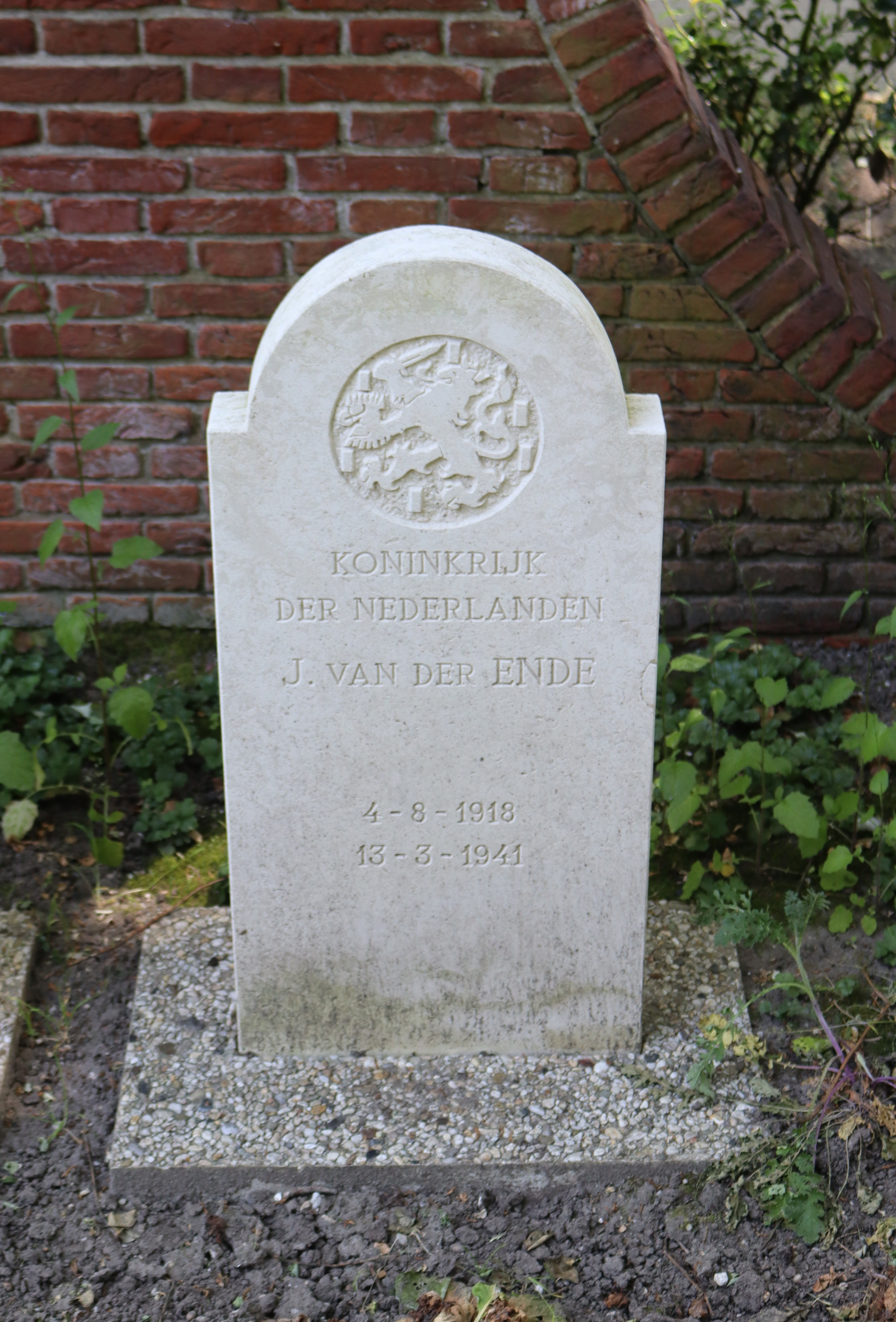
Graf van Van der Ende op Begraafplaats Emaus

Van der Ende was huisschilder, en sloot zich aan bij de Geuzengroep rond Bernardus IJzerdraat. 
Na zijn arrestatie tot zijn dood zat Van der Ende gevangen in het Huis van Bewaring in Scheveningen ('Oranjehotel'). 
Van der Ende was een van de veroordeelden uit het Geuzenproces.
Hij is een van de achttien in het gedicht Het lied der achttien dooden van Jan Campert.
Hij werd gefusilleerd op de Waalsdorpervlakte en is herbegraven op de begraafplaats Emaus in Vlaardingen.
In Schiedam is een hof naar hem vernoemd.